# Ácido glicólico
Ácido glicólico (ou ácido hidroxiacético) é o menor α-hidroxiácido (AHA). É um sólido cristalino incolor, inodoro e higroscópico, sendo altamente solúvel em água. É utilizado em muitos produtos para cuidados com a pele. O ácido glicólico é encontrado nalgumas plantas açucareiras.

## Produção
O ácido glicólico é produzido pela reação do ácido cloroacético com o hidróxido de sódio, seguida de uma re-acidificação. A reação pode ser equacionada da seguinte maneira:
ClCH2CO2H  +  NaOH  →  HOCH2CO2H  +  NaCl
Desta forma, algumas milhares de toneladas de ácido glicólico são produzidas anualmente. Outros métodos, usados em menor escala, incluem a hidrogenação do ácido oxálico e a hidrólise das cianohidrinas derivadas do formaldeído.
O ácido glicólico pode também ser produzido através de um processo enzimático bioquímico, que produz menos impurezas se comparado à síntese química tradicional, requer menos energia na produção e gera uma quantidade menor de subprodutos. Este processo é utilizado pela companhia CrossChem.

## Usos
O ácido glicólico é um útil intermediador de sínteses orgânicas, numa gama de reações que incluem: oxidação-redução, esterificação e polimerização de longas cadeias (polimerização). É utilizado como um monómero, na preparação do ácido poliglicólico e outros copolímeros biocompatíveis (ex. PLGA). Entre outros usos, este composto é empregado na indústria têxtil como agente pigmentador e curtidor; em processamento de alimentos, como agente flavorizante e como conservante. O ácido glicólico é geralmente incluído em emulsões de polímeros, solventes e aditivos para tintas e pinturas como forma de melhorar as propriedades de fluxo e para transmitir brilho.
Devido ao seu excelente poder de absorção pela pele, o ácido glicólico tem várias aplicações em produtos de cuidados dermatológicos. É normalmente utilizado em peelings químicos por dermatólogos, em concentrações que variam entre os 30% e os 80%, ou em kits domésticos, com concentrações inferiores a 12%. Além da concentração, o pH é importante na determinação da eficácia da solução. O pH de uma solução de ácido glicólico, num peeling médico, pode ser de até 0,6, o que é forte o suficiente para lesionar a epiderme, enquanto que os peelings caseiros têm pH mais alto, próximo a 2,5. O ácido glicólico mostra-se benéfico para peles com propensão à acne, pois ajuda a manter os poros livres do excesso de queratinócitos e também para diminuir sinais e manchas da idade, bem como a queratose actínica.
Da perspectiva comercial, derivados importantes incluem os ésteres metílicos (CAS# 96-35-5) e etílicos (CAS# 623-50-7) que, ao contrário do ácido precursor, são facilmente destiláveis (p.e. 147-9 e 158-159 °C, respectivamente). O éster butílico (p.e. 178-186 °C) é componente de alguns vernizes, sendo desejado por ser não-volátil e ter boas propriedades de dissolução.

## Segurança
O ácido glicólico é altamente irritante. Como o etileno glicol, é metabolizado a ácido oxálico, sendo perigoso se ingerido.